# O Diário de Mogi
O Diário de Mogi é um jornal impresso e digital fundado em 1957 por Tirreno Da San Biagio. O jornal cobre notícias das cidades que compõem o Região do Alto Tietê, com foco em Mogi das Cruzes.
Em 2020, o jornal registrava 221.742 usuários únicos e 634.252 visualizações de páginas no site num período de 30 dias.

## História
O Diário de Mogi e seu fundador, junto com empresários locais, agiram para a reforma e criação do Corpo de Bombeiros de Mogi das Cruzes.
O jornal se posicionou politicamente em alguns casos, como sendo à favor da criação da Mogi Dutra e a Mogi Bertioga, rodovias que o prefeito Waldemar Costa Filho queria que fossem construídas e contra a emancipação do distrito de Brás Cubas, que tentou sua emancipação na década de 60. Além dos posicionamentos, fez campanha para evitar a criação de um lixão no distrito de Taboão, foi contra a conversão das linhas de trem mogianas em uma rede de veículos leves sobre Trilhos (VLT) na cidade, e um segundo Centro de Detenção Provisória (CDP) na cidade.
O jornal controla a TV Diário, emissora afiliada da Rede Globo de Televisão, desde o dia 1º de maio de 2000.